# Liste des salles omnisports par capacité
 (septembre 2024).
Si vous disposez d'ouvrages ou d'articles de référence ou si vous connaissez des sites web de qualité traitant du thème abordé ici, merci de compléter l'article en donnant les références utiles à sa vérifiabilité et en les liant à la section « Notes et références ».
Cet article présente la liste des salles omnisports par capacité, ce lui correspond au nombre maximum de spectateurs que peut accueillir la salle pour un événement sportif. 
En principe, toutes les salles avec une capacité de 15000 spectateurs ou plus sont incluses. Les stades en dôme et à toit rétractable (en) comme le Carrier en USA (à Syracuse, dans l'État de New York), ou encore la configuration stade complet des infrastructures particulières modulables (à l'instar du stade Pierre-Mauroy de Villeneuve-d'Ascq) et qui abritent néanmoins des événements sportifs intérieurs ne sont pas inclus. En outre, seule la capacité des sports d'intérieur tels que le basket-ball, le hockey sur glace, le volley-ball etc. est incluse.
La liste est divisée en trois sous-sections : salles en service, salles en construction et salles fermées ou qui ne sont plus utilisées pour des événements sportifs.

## Salles actuellement en service
| Salle                                     | Capacité (max) | Ville                 | Pays               | Continent        |
| ----------------------------------------- | -------------- | --------------------- | ------------------ | ---------------- |
| Philippine Arena                          | 55 000         | Bulacan               | Philippines        | Asie             |
| Tokyo Dome                                | 55 000         | Tokyo                 | Japon              | Asie             |
| Paris La Défense Arena                    | 45 000         | Nanterre              | France             | Europe           |
| Saitama Super Arena                       | 37 000         | Saitama               | Japon              | Asie             |
| SC Olimpiyskiy                            | 35 000         | Moscou                | Russie             | Europe           |
| Arena du Stade Pierre-Mauroy              | 28 000         | Villeneuve-d'Ascq     | France             | Europe           |
| Štark Arena                               | 25 000         | Belgrade              | Serbie             | Europe           |
| Mineirinho                                | 25 000         | Belo Horizonte        | Brésil             | Amérique du Sud  |
| Smart Araneta Coliseum                    | 25 000         | Quezon City           | Philippines        | Asie             |
| Baku Crystal Hall                         | 25 000         | Bakou                 | Azerbaïdjan        | Asie             |
| Peterburgskiy SKK                         | 25 000         | Saint-Pétersbourg     | Russie             | Europe           |
| Greensboro Coliseum                       | 23 500         | Greensboro            | États-Unis         | Amérique du Nord |
| Sportpaleis                               | 23 000         | Anvers                | Belgique           | Europe           |
| Manchester Arena                          | 23 000         | Manchester            | Royaume-Uni        | Europe           |
| The O2 Arena                              | 23 000         | Londres               | Royaume-Uni        | Europe           |
| Telenor Arena                             | 23 000         | Bærum                 | Norvège            | Europe           |
| Kraków Arena                              | 22 800         | Cracovie              | Pologne            | Europe           |
| Enterprise Center                         | 22 610         | Saint-Louis           | États-Unis         | Amérique du Nord |
| Sinan Erdem Dome                          | 22 500         | Istanbul              | Turquie            | Europe           |
| Centre Bell                               | 22 114         | Montréal              | Canada             | Amérique du Nord |
| KFC Yum! Center                           | 22 090         | Louisville            | États-Unis         | Amérique du Nord |
| Arena Ciudad de México                    | 22 000         | Mexico                | Mexique            | Amérique du Nord |
| Dean Smith Center                         | 21 750         | Chapel Hill           | États-Unis         | Amérique du Nord |
| Thompson-Boling Arena                     | 21 678         | Knoxville             | États-Unis         | Amérique du Nord |
| Ethias Arena                              | 21 600         | Hasselt               | Belgique           | Europe           |
| Wells Fargo Center                        | 21 600         | Philadelphie          | États-Unis         | Amérique du Nord |
| American Airlines Center                  | 21 041         | Dallas                | États-Unis         | Amérique du Nord |
| Allphones Arena                           | 21 000         | Sydney                | Australie          | Océanie          |
| United Center                             | 20 917         | Chicago               | États-Unis         | Amérique du Nord |
| BB&T Center                               | 20 737         | Sunrise               | États-Unis         | Amérique du Nord |
| Rogers Place                              | 20 734         | Edmonton, Alberta     | Canada             | Amérique du Nord |
| Moda Center                               | 20 630         | Portland              | États-Unis         | Amérique du Nord |
| Rocket Mortgage FieldHouse                | 20 562         | Cleveland             | États-Unis         | Amérique du Nord |
| Rupp Arena                                | 20 545         | Lexington             | États-Unis         | Amérique du Nord |
| Target Center                             | 20 500         | Minneapolis           | États-Unis         | Amérique du Nord |
| Centre Canadian Tire                      | 20 500         | Ottawa                | Canada             | Amérique du Nord |
| Amalie Arena                              | 20 500         | Tampa                 | États-Unis         | Amérique du Nord |
| Centre Vidéotron                          | 20 396         | Québec                | Canada             | Amérique du Nord |
| Palais omnisports de Paris-Bercy          | 20 300         | Paris                 | France             | Europe           |
| Little Caesars Arena                      | 20 189         | Détroit (Michigan)    | États-Unis         | Amérique du Nord |
| Verizon Center                            | 20 173         | Washington            | États-Unis         | Amérique du Nord |
| Pyongyang Gymnasium                       | 20 100         | Pyongyang             | Corée du Nord      | Asie             |
| Mata Elang International Stadium          | 20 053         | Jakarta               | Indonésie          | Asie             |
| Izod Center                               | 20 049         | East Rutherford       | États-Unis         | Amérique du Nord |
| Palau Sant Jordi                          | 20 000         | Barcelone             | Espagne            | Europe           |
| Mall of Asia Arena                        | 20 000         | Pasay                 | Philippines        | Asie             |
| Palacio de los Deportes                   | 20 000         | Mexico                | Mexique            | Amérique du Nord |
| Ginásio do Ibirapuera                     | 20 000         | São Paulo             | Brésil             | Amérique du Sud  |
| The Covered Hall                          | 20 000         | Le Caire              | Égypte             | Afrique          |
| MEO Arena                                 | 20 000         | Lisbonne              | Portugal           | Europe           |
| Coliseo Amauta                            | 20 000         | Lima                  | Pérou              | Amérique du Sud  |
| Amway Center                              | 20 000         | Orlando               | États-Unis         | Amérique du Nord |
| Vikingskipet                              | 20 000         | Hamar                 | Norvège            | Europe           |
| T-Mobile Arena                            | 20 000         | Paradise              | États-Unis         | Amérique du Nord |
| EnergySolutions Arena                     | 19 991         | Salt Lake City        | États-Unis         | Amérique du Nord |
| Scotiabank Arena                          | 19 800         | Toronto               | Canada             | Amérique du Nord |
| Madison Square Garden                     | 19 763         | New York              | États-Unis         | Amérique du Nord |
| PNC Arena                                 | 19 722         | Raleigh               | États-Unis         | Amérique du Nord |
| American Airlines Arena                   | 19 600         | Miami                 | États-Unis         | Amérique du Nord |
| Chesapeake Energy Arena                   | 19 599         | Oklahoma City         | États-Unis         | Amérique du Nord |
| Oracle Arena                              | 19 596         | Oakland               | États-Unis         | Amérique du Nord |
| Little Caesars Arena                      | 19 515         | Détroit (Michigan)    | États-Unis         | Amérique du Nord |
| Lanxess Arena                             | 19 500         | Cologne               | Allemagne          | Europe           |
| Kemper Arena                              | 19 500         | Kansas City           | États-Unis         | Amérique du Nord |
| Nationwide Arena                          | 19 500         | Columbus              | États-Unis         | Amérique du Nord |
| Bridgestone Arena                         | 19 395         | Nashville             | États-Unis         | Amérique du Nord |
| Pepsi Center                              | 19 309         | Denver                | États-Unis         | Amérique du Nord |
| Scotiabank Saddledome                     | 19 289         | Calgary               | Canada             | Amérique du Nord |
| Olympic Indoor Hall                       | 19 250         | Athènes               | Grèce              | Europe           |
| Bud Walton Arena                          | 19 200         | Fayetteville          | États-Unis         | Amérique du Nord |
| KeyBank Center                            | 19 200         | Buffalo               | États-Unis         | Amérique du Nord |
| Value City Arena                          | 19 200         | Columbus              | États-Unis         | Amérique du Nord |
| Rogers Arena                              | 19 193         | Vancouver             | Canada             | Amérique du Nord |
| PPG Paints Arena                          | 19 100         | Pittsburgh            | États-Unis         | Amérique du Nord |
| Spectrum Center                           | 19 026         | Charlotte             | États-Unis         | Amérique du Nord |
| Palais national omnisports de Pékin       | 19 000         | Pékin                 | Chine              | Asie             |
| Barclays Center                           | 19 000         | New York              | États-Unis         | Amérique du Nord |
| Staples Center                            | 18 997         | Los Angeles           | États-Unis         | Amérique du Nord |
| Marriott Center                           | 18 987         | Provo                 | États-Unis         | Amérique du Nord |
| Freedom Hall                              | 18 865         | Louisville            | États-Unis         | Amérique du Nord |
| AT&T Center                               | 18 797         | San Antonio           | États-Unis         | Amérique du Nord |
| Thomas & Mack Center                      | 18 776         | Paradise              | États-Unis         | Amérique du Nord |
| State Farm Arena                          | 18 729         | Atlanta               | États-Unis         | Amérique du Nord |
| Bizkaia Arena                             | 18 640         | Barakaldo             | Espagne            | Europe           |
| TD Garden                                 | 18 624         | Boston                | États-Unis         | Amérique du Nord |
| SAP Center at San Jose                    | 18 500         | San José              | États-Unis         | Amérique du Nord |
| Sprint Center                             | 18 500         | Kansas City           | États-Unis         | Amérique du Nord |
| Prudential Center                         | 18 500         | Newark                | États-Unis         | Amérique du Nord |
| Coliseo José Miguel Agrelot               | 18 500         | San Juan              | Porto Rico         | Amérique du Nord |
| Talking Stick Resort Arena                | 18 422         | Phoenix               | États-Unis         | Amérique du Nord |
| Palexpo                                   | 18 400         | Genève                | Suisse             | Europe           |
| Bankers Life Fieldhouse                   | 18 345         | Indianapolis          | États-Unis         | Amérique du Nord |
| Toyota Center                             | 18 300         | Houston               | États-Unis         | Amérique du Nord |
| FedExForum                                | 18 119         | Memphis               | États-Unis         | Amérique du Nord |
| Chase Center                              | 18 064         | San Francisco         | États-Unis         | Amérique du Nord |
| Xcel Energy Center                        | 18 064         | Saint Paul            | États-Unis         | Amérique du Nord |
| Palais omnisports de Wukesong             | 18 000         | Pékin                 | Chine              | Asie             |
| Dalian Arena                              | 18 000         | Dalian                | Chine              | Asie             |
| Mercedes-Benz Arena                       | 18 000         | Shanghai              | Chine              | Asie             |
| New Shenzhen Arena                        | 18 000         | Shenzhen              | Chine              | Asie             |
| Guangzhou International Sports Arena      | 18 000         | Guangzhou             | Chine              | Asie             |
| O2 Arena                                  | 18 000         | Prague                | République tchèque | Europe           |
| Coliseo El Pueblo                         | 18 000         | Cali                  | Colombie           | Amérique du Sud  |
| Simmons Bank Arena                        | 18 000         | North Little Rock     | États-Unis         | Amérique du Nord |
| Colonial Life Arena                       | 18 000         | Columbia              | États-Unis         | Amérique du Nord |
| Coca-Cola Dome                            | 18 000         | Johannesbourg         | Afrique du Sud     | Afrique          |
| Roberto Duran Arena                       | 18 000         | Panama                | Panama             | Amérique du Nord |
| Palais 12                                 | 18 000         | Bruxelles             | Belgique           | Europe           |
| Torino Palasport Olimpico                 | 18 000         | Turin                 | Italie             | Europe           |
| Egilshöllin                               | 18 000         | Reykjavik             | Islande            | Europe           |
| Xfinity Center                            | 17 950         | College Park          | États-Unis         | Amérique du Nord |
| BOK Center                                | 17 839         | Tulsa                 | États-Unis         | Amérique du Nord |
| Gila River Arena                          | 17 799         | Glendale              | États-Unis         | Amérique du Nord |
| Legacy Arena                              | 17 654         | Birmingham            | États-Unis         | Amérique du Nord |
| Honda Center                              | 17 600         | Anaheim               | États-Unis         | Amérique du Nord |
| Arena Monterrey                           | 17 599         | Monterrey             | Mexique            | Amérique du Nord |
| CHI Health Center Omaha                   | 17 560         | Omaha                 | États-Unis         | Amérique du Nord |
| Žalgirio Arena                            | 17 500         | Kaunas                | Lituanie           | Europe           |
| Allstate Arena                            | 17 500         | Rosemont              | États-Unis         | Amérique du Nord |
| Fiserv Forum                              | 17 500         | Milwaukee             | États-Unis         | Amérique du Nord |
| Golden 1 Center                           | 17 500         | Sacramento            | États-Unis         | Amérique du Nord |
| Times Union Center                        | 17 500         | Albany                | États-Unis         | Amérique du Nord |
| Simon Skjodt Assembly Hall                | 17 456         | Bloomington           | États-Unis         | Amérique du Nord |
| FirstOntario Centre                       | 17 383         | Hamilton              | Canada             | Amérique du Nord |
| Palais omnisports de la capitale de Pékin | 17 345         | Pékin                 | Chine              | Asie             |
| Sleep Train Arena                         | 17 317         | Sacramento            | États-Unis         | Amérique du Nord |
| Smoothie King Center                      | 17 188         | La Nouvelle-Orléans   | États-Unis         | Amérique du Nord |
| MGM Grand Garden Arena                    | 17 157         | Paradise              | États-Unis         | Amérique du Nord |
| Kohl Center                               | 17 142         | Madison               | États-Unis         | Amérique du Nord |
| Climate Pledge Arena                      | 17 098         | Seattle               | États-Unis         | Amérique du Nord |
| PostFinance Arena                         | 17 031         | Berne                 | Suisse             | Europe           |
| Salle omnisports de Radès                 | 17 000         | Radès                 | Tunisie            | Afrique          |
| Ziggo Dome                                | 17 000         | Amsterdam             | Pays-Bas           | Europe           |
| Coliseo del Cuidad de Zamboanga           | 17 000         | Zamboanga             | Philippines        | Asie             |
| Centre national de natation de Pékin      | 17 000         | Pékin                 | Chine              | Asie             |
| Yokohama Arena                            | 17 000         | Yokohama              | Japon              | Asie             |
| Halle Tony-Garnier                        | 17 000         | Lyon                  | France             | Europe           |
| Heritage Bank Center                      | 17 000         | Cincinnati            | États-Unis         | Amérique du Nord |
| Northlands Coliseum                       | 16 839         | Edmonton              | Canada             | Amérique du Nord |
| State Farm Center                         | 16 618         | Champaign             | États-Unis         | Amérique du Nord |
| Ginásio Nilson Nelson                     | 16 600         | Brasilia              | Brésil             | Amérique du Sud  |
| Pinnacle Bank Arena                       | 16 590         | Lincoln               | États-Unis         | Amérique du Nord |
| Arena Zagreb                              | 16 500         | Zagreb                | Croatie            | Europe           |
| Arena México                              | 16 500         | Mexico                | Mexique            | Amérique du Nord |
| Westfalenhallen                           | 16 500         | Dortmund              | Allemagne          | Europe           |
| Allen Fieldhouse                          | 16 300         | Lawrence              | États-Unis         | Amérique du Nord |
| XL Center                                 | 16 294         | Hartford              | États-Unis         | Amérique du Nord |
| Nassau Veterans Memorial Coliseum         | 16 234         | Uniondale             | États-Unis         | Amérique du Nord |
| Pacific Coliseum                          | 16 281         | Vancouver             | Canada             | Amérique du Nord |
| Wells Fargo Arena                         | 16 110         | Des Moines            | États-Unis         | Amérique du Nord |
| AsiaWorld-Arena                           | 16 000         | Hong Kong             | Hong Kong          | Asie             |
| LDLC Arena                                | 16 000         | Décines-Charpieu      | France             | Europe           |
| Putra Indoor Stadium                      | 16 000         | Kuala Lumpur          | Malaisie           | Asie             |
| Wiener Stadthalle                         | 16 000         | Vienne                | Autriche           | Europe           |
| Coliseo General Rumiñahui                 | 16 000         | Quito                 | Équateur           | Amérique du Sud  |
| Jacksonville Veterans Memorial Arena      | 16 000         | Jacksonville          | États-Unis         | Amérique du Nord |
| Barclays Arena                            | 16 000         | Hambourg              | Allemagne          | Europe           |
| Ericsson Globe                            | 16 000         | Stockholm             | Suède              | Europe           |
| Save Mart Center at Fresno State          | 15 544         | Fresno                | États-Unis         | Amérique du Nord |
| Fernando Buesa Arena                      | 15 504         | Vitoria-Gasteiz       | Espagne            | Europe           |
| Carver-Hawkeye Arena                      | 15 500         | Iowa City             | États-Unis         | Amérique du Nord |
| Hanns-Martin-Schleyer-Halle               | 15 500         | Stuttgart             | Allemagne          | Europe           |
| Malmö Arena                               | 15 500         | Malmö                 | Suède              | Europe           |
| Dreamstyle Arena                          | 15 411         | Albuquerque           | États-Unis         | Amérique du Nord |
| Coleman Coliseum                          | 15 316         | Tuscaloosa            | États-Unis         | Amérique du Nord |
| Lusail Sports Arena                       | 15 300         | Lusail                | Qatar              | Asie             |
| Bryce Jordan Center                       | 15 261         | University Park       | États-Unis         | Amérique du Nord |
| SaskTel Centre                            | 15 195         | Saskatoon             | Canada             | Amérique du Nord |
| Festhalle                                 | 15 149         | Francfort-sur-le-Main | Allemagne          | Europe           |
| Taipei Arena                              | 15 082         | Taipei                | Taïwan             | Asie             |
| Mizzou Arena                              | 15 061         | Columbia              | États-Unis         | Amérique du Nord |
| Arena-Auditorium                          | 15 028         | Laramie               | États-Unis         | Amérique du Nord |
| United Supermarkets Arena                 | 15 020         | Lubbock               | États-Unis         | Amérique du Nord |
| Bell MTS Place                            | 15 015         | Winnipeg              | Canada             | Amérique du Nord |
| La Coupole (salle omnisports)             | 15 000         | Alger                 | Algérie            | Afrique          |
| Royal Arena                               | 15 000         | Copenhague            | Danemark           | Europe           |
| Rod Laver Arena                           | 15 000         | Melbourne             | Australie          | Océanie          |
| Perth Arena                               | 15 000         | Perth                 | Australie          | Océanie          |
| Indira Gandhi Arena                       | 15 000         | Delhi                 | Inde               | Asie             |
| Sajik Arena                               | 15 000         | Pusan                 | Corée du Sud       | Asie             |
| Olympic Gymnastics Arena                  | 15 000         | Séoul                 | Corée du Sud       | Asie             |
| Jon M. Huntsman Center                    | 15 000         | Salt Lake City        | États-Unis         | Amérique du Nord |
| Intrust Bank Arena                        | 15 000         | Wichita               | États-Unis         | Amérique du Nord |
| Barclaycard Center                        | 15 000         | Madrid                | Espagne            | Europe           |
| Palacio Vistalegre                        | 15 000         | Madrid                | Espagne            | Europe           |
| Arena Jaraguá                             | 15 000         | Jaraguá do Sul        | Brésil             | Amérique du Sud  |
| Ginásio de Esportes Geraldo Magalhães     | 15 000         | Recife                | Brésil             | Amérique du Sud  |
| HSBC Arena                                | 15 000         | Rio de Janeiro        | Brésil             | Amérique du Sud  |
| Goiânia Arena                             | 15 000         | Goiânia               | Brésil             | Amérique du Sud  |
| PhilSports Arena                          | 15 000         | Pasig                 | Philippines        | Asie             |
| Qi Zhong Stadium                          | 15 000         | Shanghai              | Chine              | Asie             |
| CotaiArena                                | 15 000         | Macao                 | Macao              | Asie             |
| Coliseo de la Ciudad Deportiva            | 15 000         | La Havane             | Cuba               | Amérique du Nord |
| Hellinicon Olympic Arena                  | 15 000         | Ellinikó              | Grèce              | Europe           |
| Minsk-Arena                               | 15 000         | Minsk                 | Biélorussie        | Europe           |
| Taoyuan Arena                             | 15 000         | Taoyuan               | Taïwan             | Asie             |
| Kaohsiung Arena                           | 15 000         | Kaohsiung             | Taïwan             | Asie             |
| Jyske Bank Boxen                          | 15 000         | Herning               | Danemark           | Europe           |
| Arena Armeec                              | 15 000         | Sofia                 | Bulgarie           | Europe           |
| Hartwall Arena                            | 15 000         | Helsinki              | Finlande           | Europe           |
| Nokia Arena                               | 15 000         | Tampere               | Finlande           | Europe           |
| SAP Arena                                 | 15 000         | Mannheim              | Allemagne          | Europe           |
| Pais Arena Jerusalem                      | 15 000         | Jérusalem             | Israël             | Asie             |
| Odyssey Arena                             | 15 000         | Belfast               | Royaume-Uni        | Europe           |
| Mercedes-Benz Arena                       | 15 000         | Berlin                | Allemagne          | Europe           |
| Palais des sports de Diamniadio           | 15 000         | Dakar                 | Sénégal            | Afrique          |

## Salles en construction
Kinshasa Arena ,20.000 places, Kinshasa, Rdc
| Salle         | Capacité | Ville | Pays        | Année d'inauguration |
| ------------- | -------- | ----- | ----------- | -------------------- |
| KJC King Dome | 55 000   | Davao | Philippines | 2025                 |

## Salles fermées
| Salle                             | Capacité | Ville                        | Pays        | Année de fermeture                                                   |
| --------------------------------- | -------- | ---------------------------- | ----------- | -------------------------------------------------------------------- |
| Charlotte Coliseum                | 24 042   | Charlotte (Caroline du Nord) | États-Unis  | 2007                                                                 |
| CenterSports City Arena           | 23 549   | Silay                        | Philippines | 2009                                                                 |
| The Palace of Auburn Hills        | 22 076   | Auburn Hills                 | États-Unis  | 2022                                                                 |
| Coliseum at Richfield             | 20 273   | Richfield (Ohio)             | États-Unis  | 1999                                                                 |
| Pyramid Arena                     | 20 142   | Memphis (Tennessee)          | États-Unis  | 2004 (réouverture et rénovation sous le nom Memphis Pyramid en 2015) |
| Joe Louis Arena                   | 20 066   | Détroit (Michigan)           | États-Unis  | 2017                                                                 |
| St. Louis Arena                   | 20 000   | Saint-Louis (Missouri)       | États-Unis  | 1994                                                                 |
| BMO Harris Bradley Center         | 19 000   | Milwaukee                    | États-Unis  | 2018                                                                 |
| Earls Court Exhibition Centre     | 19 000   | Londres                      | Royaume-Uni | 2014                                                                 |
| The RedVilla Sports Center        | 18 867   | Baguio                       | Philippines | 2008                                                                 |
| Madison Square Garden             | 18 496   | New York, New York           | États-Unis  | 1968                                                                 |
| Wachovia Spectrum                 | 18 136   | Philadelphie, Pennsylvanie   | États-Unis  | 2009                                                                 |
| SkyCable Arena                    | 18 107   | Cebu City                    | Philippines | 2006                                                                 |
| Buffalo Memorial Auditorium       | 18 000   | Buffalo (New York)           | États-Unis  | 2009                                                                 |
| Palasport di San Siro             | 18 000   | Milan                        | Italie      | 1985                                                                 |
| The Marlins Palace                | 17 999   | General Santos               | Philippines | 2010                                                                 |
| Amway Arena                       | 17 519   | Orlando (Floride)            | États-Unis  | 2002                                                                 |
| Chicago Stadium                   | 17 317   | Chicago, Illinois            | États-Unis  | 1885                                                                 |
| Reunion Arena                     | 17 293   | Dallas, Texas                | États-Unis  | 2008                                                                 |
| McNichols Sports Arena            | 17 171   | Denver, Colorado             | États-Unis  | 1995                                                                 |
| Miami Arena                       | 16 640   | Miami, Floride               | États-Unis  | 2008                                                                 |
| Market Square Arena               | 16 530   | Indianapolis, Indiana        | États-Unis  | 2020                                                                 |
| Omni Coliseum                     | 16 378   | Atlanta (Géorgie)            | États-Unis  | 1997                                                                 |
| Maple Leaf Gardens                | 16 307   | Toronto, Ontario             | Canada      | 2002 (réouverture comme petite salle en 2027)                        |
| Compaq Center                     | 16 285   | Houston, Texas               | États-Unis  | 1998 (fermée aux événements sportifs)                                |
| Fantasy City Arena                | 16 284   | Bangkok                      | Thaïlande   | 1997                                                                 |
| Los Angeles Memorial Sports Arena | 16 161   | Los Angeles                  | États-Unis  | 2016                                                                 |
| HemisFair Arena                   | 16 057   | San Antonio (Texas)          | États-Unis  | 1995                                                                 |
| RiverCentre                       | 16 000   | Saint Paul (Minnesota)       | États-Unis  | 1998                                                                 |
| Hollywood Sportatorium            | 15 532   | Pembroke Pines (Floride)     | États-Unis  | 1993                                                                 |
| Colisée de Québec                 | 15 399   | Québec                       | Canada      | 2015                                                                 |
| Winnipeg Arena                    | 15 395   | Winnipeg, Manitoba           | Canada      | 2006                                                                 |
| London Docklands Arena            | 15 000   | Londres                      | Royaume-Uni | 2005                                                                 |
| Olympia Stadium                   | 15 000   | Détroit (Michigan)           | États-Unis  | 1987                                                                 |
| Met Center                        | 15 000   | Bloomington (Minnesota)      | États-Unis  | 1994                                                                 |